# William Wilde
William Robert Wills Wilde (Kilkeevin, cerca de Castlerea, condado de Roscommon, 1815-19 de abril de 1876) fue un cirujano otorrino-oftalmólogo irlandés, autor de importantes obras sobre medicina, arqueología y folclore, especialmente en relación con su Irlanda natal. Actualmente es conocido por haber sido el padre de Oscar Wilde.

## Biografía

### Familia
En 1851 contrajo matrimonio con la poetisa Jane Frances Agnes Elgee, que escribía y publicaba bajo el pseudónimo de Speranza. La pareja tuvo tres hijos: Willie, Oscar Wilde e Isola Francesca, que murió durante la niñez. Además tuvo tres hijos ilegítimos de relaciones anteriores: Henry Wilson, y Emily y Mary Wilde, las cuales murieron en un trágico incendio accidental en 1871.

### Educación
Comenzó su educación en la Escuela Diocesana de Elphin, en el condado de Roscommon. En 1837 consiguió su titulación en medicina en el Royal College de Cirujanos de Irlanda.

### Carrera profesional
Le fue otorgado el título de caballero en 1864 por su contribución a la medicina y su implicación en la elaboración del censo en Irlanda —había sido nombrado comisario médico del censo irlandés de 1841—. Dirigió su propio hospital, el Hospital Oftalmológico de San Marcos para Enfermedades del Ojo y el Oído, en Dublín y fue elegido para desempeñar la función de oculista de la reina Victoria. En un momento dado, Wilde operó al padre de otro famoso dramaturgo irlandés, George Bernard Shaw.
Wilde tuvo mucho éxito en el ejercicio de la medicina, siendo ayudado por su hijo ilegítimo, Henry Wilson, que había estudiado en Dublín, Viena, Heidelberg, Berlín y París. La presencia de Wilson dio a Wilde la oportunidad de viajar, llegando a visitar Escandinavia. En Uppsala recibió un grado honorífico y fue recibido en Estocolmo por Retzius, entre otros. El rey Carlos XV de Suecia le otorgó la Nordstjärneorden (Orden de la Estrella Polar).

## Obra

### Algunas publicaciones
- The Narrative of a Voyage to Madeira, Teneriffe, and Along the Shores of the Mediterranean, 1840.
- The beauties of the Boyne and the Blackwater, 1849
- Lough Corrib, its Shores and Islands, publicado por primera vez en 1867.
- The closing years of the life of Dean Swift.
- The Epidemics of Ireland.